# Korumburra
Korumburra is een plaats in de Australische deelstaat Victoria en telt 4465 inwoners (2006).